# Скшетушево
Скшетушево (пол. Skrzetuszewo) — село в Польщі, у гміні Кішково Гнезненського повіту Великопольського воєводства.
Населення — 264 особи (2011).
У 1975-1998 роках село належало до Познанського воєводства.

## Демографія
Демографічна структура станом на 31 березня 2011 року:
|          | Загалом | Допрацездатний вік | Працездатний вік | Постпрацездатний вік |
| -------- | ------- | ------------------ | ---------------- | -------------------- |
| Чоловіки | 125     | 27                 | 86               | 12                   |
| Жінки    | 139     | 25                 | 84               | 30                   |
| Разом    | 264     | 52                 | 170              | 42                   |